# Roque Ditro
Roque Mario Ditro (ur. 17 sierpnia 1936 w Buenos Aires, zm. 9 kwietnia 2001) – argentyński piłkarz grający podczas kariery na pozycji obrońcy.

## Kariera klubowa
Roque Ditro rozpoczął karierę w klubie Argentinos Juniors Buenos Aires w 1956. W latach 1962–1964 był zawodnikiem River Plate. W 1965 przeszedł do Boca Juniors. Z Boca Juniors zdobył mistrzostwo Argentyny w 1965. Karierę zakończył w klubie Deportivo Español w 1967. Ogółem w latach 1957-1957 rozegrał w lidze argentyńskiej 139 meczów.

## Kariera reprezentacyjna
W reprezentacji Argentyny Ditro zadebiutował 13 marca 1963 w przegranym 1:2 meczu z Peru w Mistrzostwach Ameryki Południowej 1963, na których Argentyna zajęła trzecie miejsce. Na turnieju wystąpił w trzech meczach z Peru, Ekwadorem i Brazylią, które były jego jedynymi występami w reprezentacji.
| Mecze i gole w reprezentacji | Mecze i gole w reprezentacji | Mecze i gole w reprezentacji | Mecze i gole w reprezentacji | Mecze i gole w reprezentacji | Mecze i gole w reprezentacji | Mecze i gole w reprezentacji |
| #                            | Data                         | Miasto                       | Przeciwnik                   | Gol                          | Wynik                        | Rozgrywki                    |
| ---------------------------- | ---------------------------- | ---------------------------- | ---------------------------- | ---------------------------- | ---------------------------- | ---------------------------- |
| 1.                           | 13.03.1963                   | Cochabamba                   | Peru                         |                              | 1:2                          | Copa América                 |
| 2.                           | 20.03.1963                   | Cochabamba                   | Ekwador                      |                              | 4:2                          | Copa América                 |
| 3.                           | 24.03.1963                   | La Paz                       | Brazylia                     |                              | 3:0                          | Copa América                 |